# Iglesia católica en Vietnam

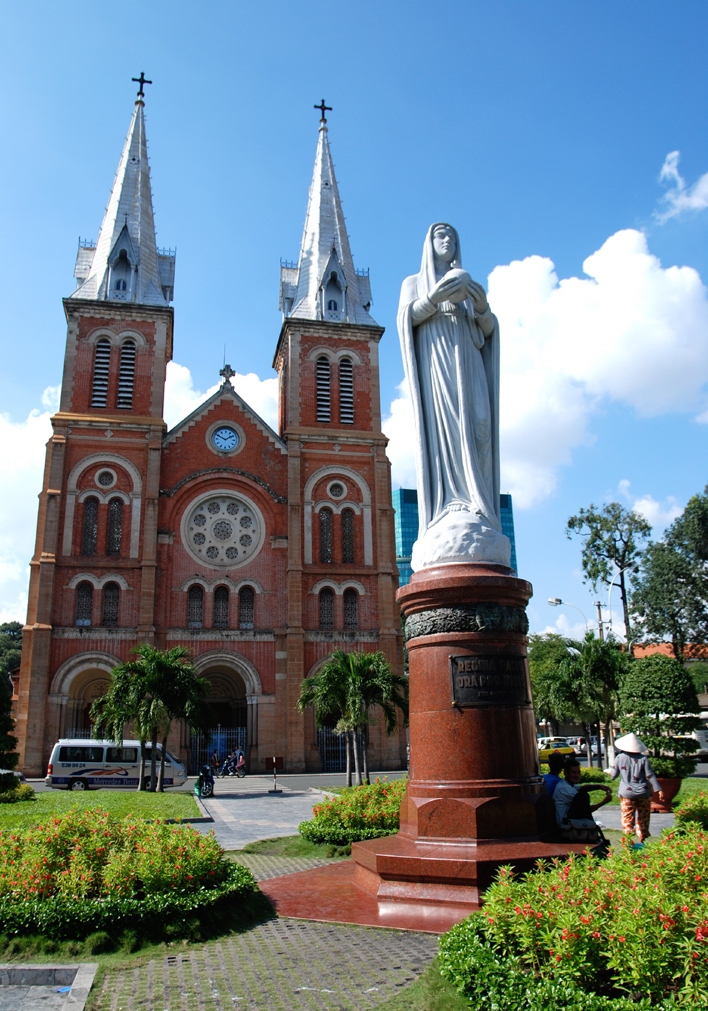
Catedral de Nuestra Señora en la ciudad Ho Chi Minh (ex Saigón).

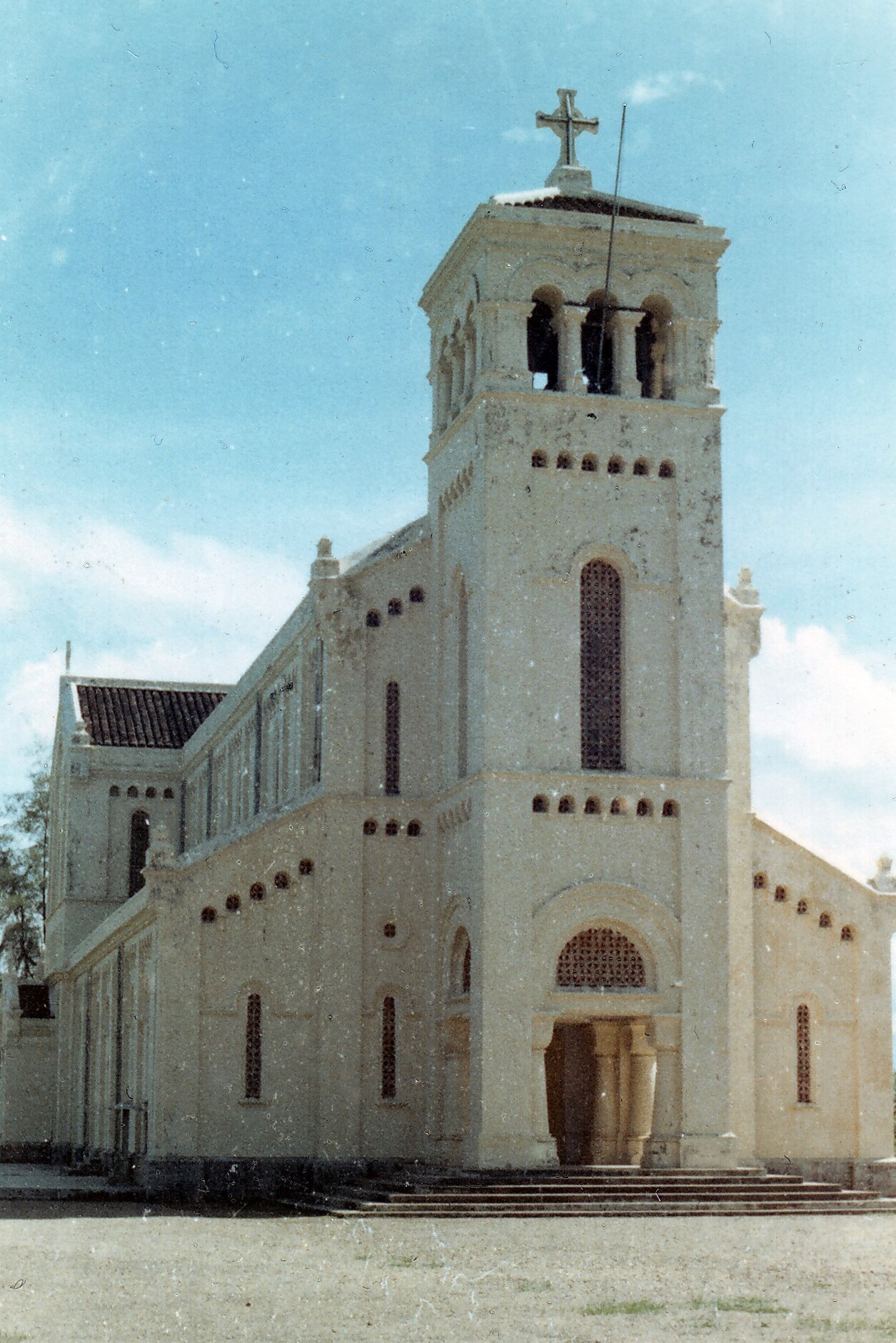
Basílica de Nuestra Señora de La Vang, el santuario católico y mariano más importante de Vietnam.

La Iglesia católica se encuentra presente en Vietnam, donde hay más de 5 000 000 católicos –menos del 7% del total de la población.

## Organización
Actualmente, hay 26 diócesis, incluyendo 3 arquidiócesis con 2228 sacerdotes y 2668 parroquias en el país.
Vietnam no mantiene relaciones diplomáticas con la Santa Sede, si bien ha habido contactos regulares desde 1990. En 2007 el primer ministro Nguyễn Tấn Dũng visitó al papa Benedicto XVI.

## Historia
Los primeros misioneros católicos visitaron Vietnam procedentes de Portugal a inicios del siglo XVI. Recién los jesuitas en las primeras décadas del siglo XVII lograron establecer posiciones cristianas entre la población local. Entre 1627 y 1630, los sacerdotes jesuitas de la provincia francesa, Alexandre de Rhodes y Antoine Márquez, lograron convertir 6.000 fieles. Alexandre de Rhodes creó un sistema de escritura basado en el alfabeto romano, llamado Quốc Ngữ, el cual tiene rango oficial en la actualidad.
El sacerdote y misionero francés Pigneau de Behaine jugó un papel preponderante en la historia del cristianismo vietnamita. Había llegado al sur de Vietnam a fines del siglo XVIII; en 1777, los hermanos Tay Son mataron a los señores reinantes Nguyen, y el único sobreviviente mayor fue Nguyen Anh, quien huyó al delta del Mekong, donde encuentra a Pigneau. Pigneau se convierte en el confidente de Nguyen Anh, y luego en su asesor político. Desde 1794, Pigneau toma parte en las campañas militares, organizando la defensa de Dien Khanh cuando fue asediada por un ejército local muy superior. Al fallecer Pigneau, Gia Long en su alocución en el funeral destacó al francés como el "más ilustre extranjero que jamás llegase a la corte de Cochinchina". Hacia 1802, cuando Nguyen Anh había conquistado todo Vietnam y se había declarado emperador Gia Long, la Iglesia católica tenía en Vietnam tres diócesis con más de 300.000 fieles.
El 16 de septiembre de 2007, quinto aniversario de la muerte del cardenal Nguyễn Văn Thuận (consagrado en 1953), la Iglesia católica ha comenzado su proceso de beatificación. Los católicos de Vietnam han recibido positivamente el mensaje del inicio del procedimiento para la beatificación.

## Diócesis católicas en Vietnam
Hay 26 diócesis, incluyendo 3 arquidiócesis.
Las arquidiócesis son:
- Hanói
- Huế
- Ho Chi Minh (ex Saigón)[1]

Las diócesis son: 
- Ba Ria
- Bac Ninh
- Ban Mê Thuôt
- Bùi Chu
- Cần Thơ
- Ðà Lat
- Đà Nẵng
- Hải Phòng
- Hung Hóa
- Kontum
- Lang Son y Cao Bằng
- Long Xuyên
- My Tho
- Nha Trang
- Phan Thiêt
- Phát Diêm
- Phú Cuong
- Quy Nhơn
- Thai Binh
- Thanh Hóa
- Vinh
- Vinh Long
- Xuân Lôc[17]